# Carros de guerra en el Antiguo Egipto

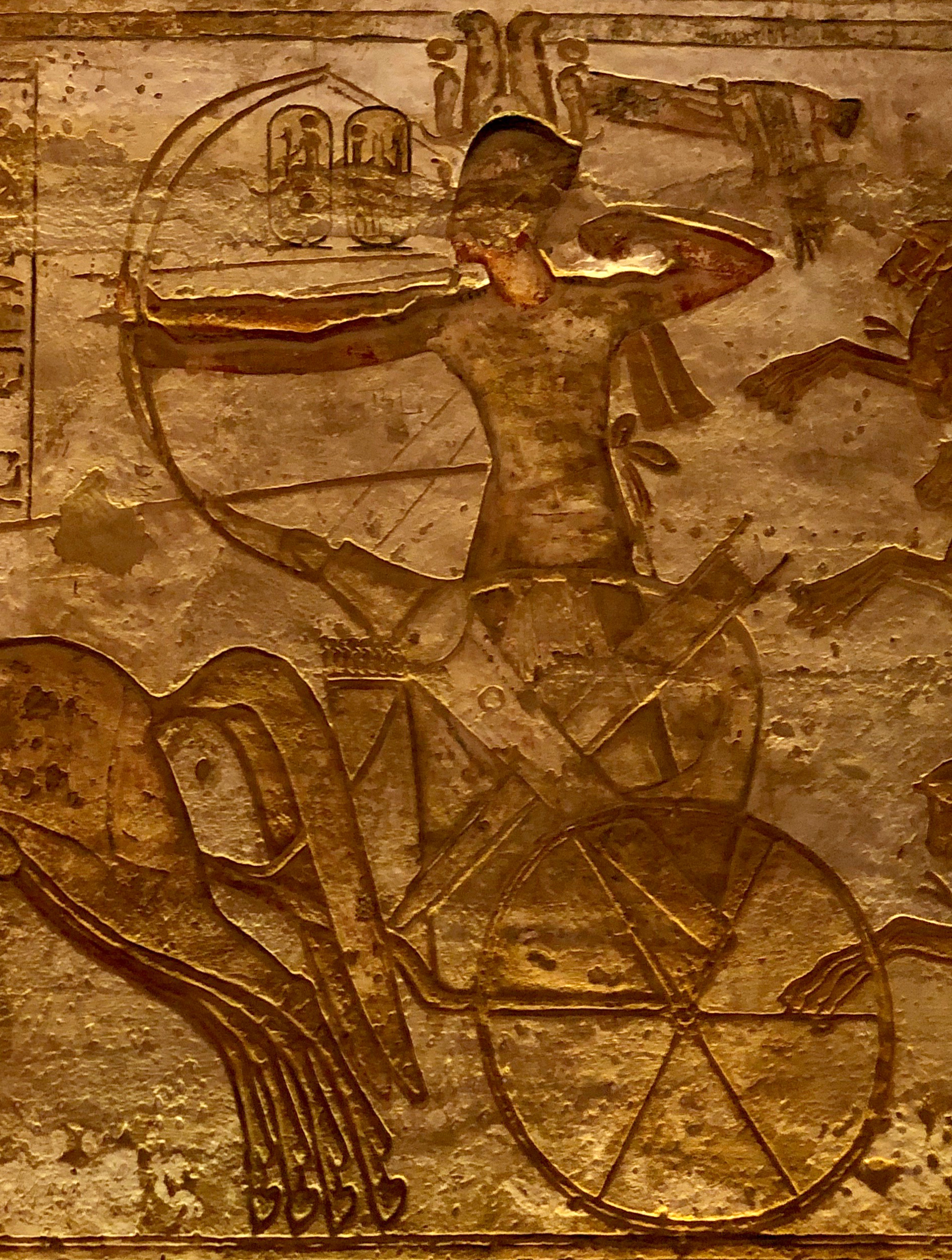
Ramsés II luchando en un carro en la Batalla de Kadesh con dos arqueros, uno con las riendas atadas alrededor de su cintura para liberar ambas manos. Alivio de Abu Simbel

En la sociedad del antiguo Egipto  se mantuvo como una unidad independiente en la fuerza militar del Rey. Se cree que los carros fueron utilizados por primera vez como arma en Egipto por los hicsos en el siglo XVI a. C., aunque la investigación de los materiales conservados durante mucho tiempo en el Museo Egipcio de la Plaza Tahrir ha revelado potencialmente la presencia de carros tan tempranos como el Antiguo Reino de Egipto (c. 2686-2181 AC). Los egipcios desarrollaron su propio diseño de los carros.

## Diseño

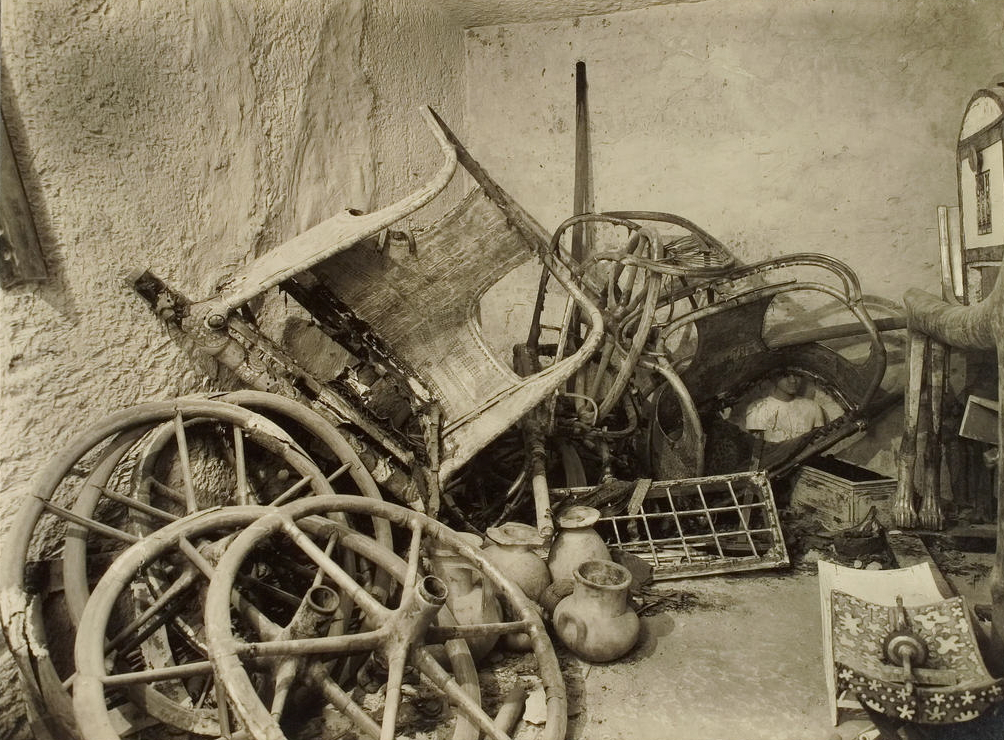
Ruedas y carros en la tumba del faraón Tutankhamun.

El arqueólogo Joost Crouwel escribe que 

Los carros no fueron inventos repentinos, sino que se desarrollaron a partir de vehículos anteriores montados sobre ruedas de disco o barras transversales. Este desarrollo se puede rastrear mejor en el Cercano Oriente, donde las carretas con ruedas de radios y las tiradas por caballos son atestiguadas por primera vez en la primera parte del segundo milenio A.C...

El uso temprano de las carretas fue principalmente para propósitos de transporte. Con mejoras tecnológicas en su estructura, como una forma de construcción de ruedas en forma de "barra cruzada" para reducir el peso del vehículo, comenzó el uso de las carretas con fines militares. Los egipcios inventaron la silla de yugo para sus caballos de carroza alrededor del 1500 AC. Los carros eran eficaces por su alta velocidad, movilidad y fuerza, que no podían ser igualadas por la infantería de la época. Rápidamente se convirtieron en una nueva y poderosa arma en todo el Antiguo Oriente Próximo. Los ejemplos mejor conservados de carros egipcios son los seis ejemplares de la tumba de Tutankamón.

## Carros de guerra

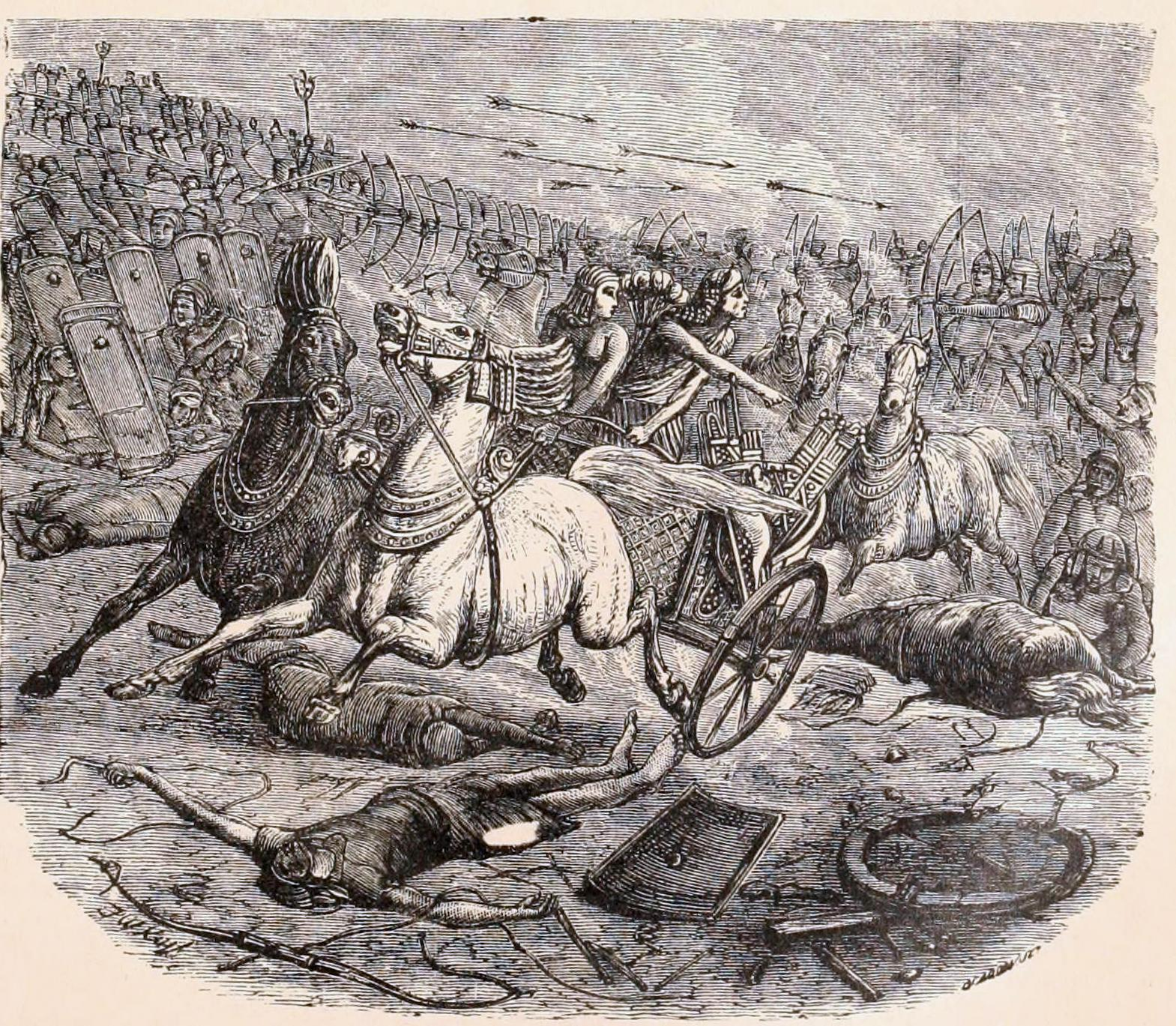
Carros de guerra egipcios

Los carros eran muy caros, pesados y propensos a averías, pero en contraste con la temprana caballería, los carros ofrecían una plataforma más estable para los arqueros. Las carros también fueron eficaces para la arquería debido al relativamente largo arco utilizado, e incluso después de la invención del arco compuesto la longitud del arco no se redujo significativamente. Este tipo de arco era difícil de manejar cuando se estaba a caballo. Un carro también podía llevar más municiones que un solo jinete. La carroza tenía un conductor y un hombre con un arco.
Sin embargo, la carroza también tenía varias desventajas, en particular su tamaño y su dependencia del terreno correcto. Su uso ha sido comparado con el de los tanques en la la guerra de los tiempos modernos pero esto se discute por eruditos que señalan que los carros eran vulnerables, frágiles y requerían un terreno nivelado mientras que los tanques son vehículos todoterreno fuertemente blindados. Las carretas no eran adecuadas para ser usadas como tanques modernos, como una fuerza de choque físico.
Los carros de guerra al final formaron una fuerza de élite en el antiguo ejército egipcio. En la acción sobre el terreno, las carrozas solían dar el primer golpe y eran seguidas de cerca por la infantería que avanzaba para aprovechar el avance resultante, algo similar a la forma en que la infantería podía operar detrás de un grupo de vehículos armados en la guerra moderna. Estas tácticas funcionaban mejor contra las líneas de la milicia menos disciplinada de infantería ligera. Los carros, mucho más rápidos que los soldados de a pie, perseguían y dispersaban a los enemigos rotos para sellar la victoria. Los carros ligeros egipcios contenían un conductor y un guerrero; ambos podían estar armados con arco y lanza.
En el antiguo Egipto, los miembros del cuerpo de carros formaban su propia clase aristocrática conocida como maryanu. (jóvenes héroes). El simbolismo heroico se puede ver en las pinturas contemporáneas en las que se muestra al Rey cabalgando con las élites, disparando flechas a los enemigos. Esta imagen se convirtió en típica la  iconografía del poder real  en el Nuevo Reino. A medida que los carros se integran cada vez más en el entrenamiento militar, especialmente durante el régimen de Amenofis II, el guerrero de carroza se identificaba como seneny y era emparejado con los llamados keijen o kedjen, que también actúan como su defensor. El seneny fue entrenado para usar el arco con precisión incluso cuando el caballo está al galope, una hazaña que Amenofis II podría hacer.
La evidencia textual más conocida y preservada acerca de los carros egipcios en acción fue de la Batalla de Kadesh durante el reinado de Ramsés II, que fue probablemente la mayor batalla de carros de la historia. Kamose (1555-1550) tiene la distinción de ser el primer gobernante egipcio en utilizar las unidades de carros y caballería en la batalla, dándole la victoria. Los relatos revelan que los hicsos, que eran señores de los territorios del norte en su reinado, se sorprendieron cuando los carros egipcios comenzaron a rodar en el campo de batalla en Nefrusy, al norte de Cusae (cerca de la moderna Asyut). Los carros eran versiones mejoradas de lo que usaban para aterrorizar al enemigo.